# Den lyckliges väg
Den lyckliges väg är ett musikalbum från 2007 av Bo Sundström från Bo Kaspers orkester och Frida Öhrn från Oh Laura. Det består av tonsatta dikter av Pär Lagerkvist, med inriktning på hans kärleksdikter. 
Albumet nådde som bäst 30:e plats på den svenska albumlistan.

## Låtlista
1. "Det är vackrast när det skymmer" - 3:17
2. "Som ett blommande mandelträd" - 2:47
3. "Det goda, varma skenet" - 3:44
4. "Jag har gått inunder stjärnor" - 3:10
5. "Ett enda ord är mitt" - 2:33
6. "Det kom ett brev" - 3:39
7. "Det blir vackert där du går" - 3:00
8. "Saliga väntan" - 3:02
9. "Du är visst lycklig för ingenting" - 2:36
10. "Ingenting är som du" - 3:06
11. "Kärlekens visa" - 2:13

## Listplaceringar
| Lista (2007-2008) | Topplacering |
| ----------------- | ------------ |
| Sverige           | 30           |

### Fotnoter
1. ↑  ”Den lyckliges väg”. Musikindustrin. 19 mars 2007. Arkiverad från originalet den 29 november 2014. https://web.archive.org/web/20141129040008/http://txl-web01.txl.se/mi/smpage.fwx?page=745&I_FOKUS=8460. Läst 20 november 2014.
2. ↑  ”Den lyckliges väg”. Svensk mediedatabas. 19 mars 2007. http://smdb.kb.se/catalog/id/002191917. Läst 20 november 2014.
3. ↑  ”Den lyckliges väg”. Swedishcharts. 19 mars 2007. http://www.swedishcharts.com/showitem.asp?interpret=Bo+Sundstr%F6m+%26+Frida+%D6hrn&titel=Den+lyckliges+v%E4g&cat=a. Läst 5 april 2008.